# Reel Affirmations

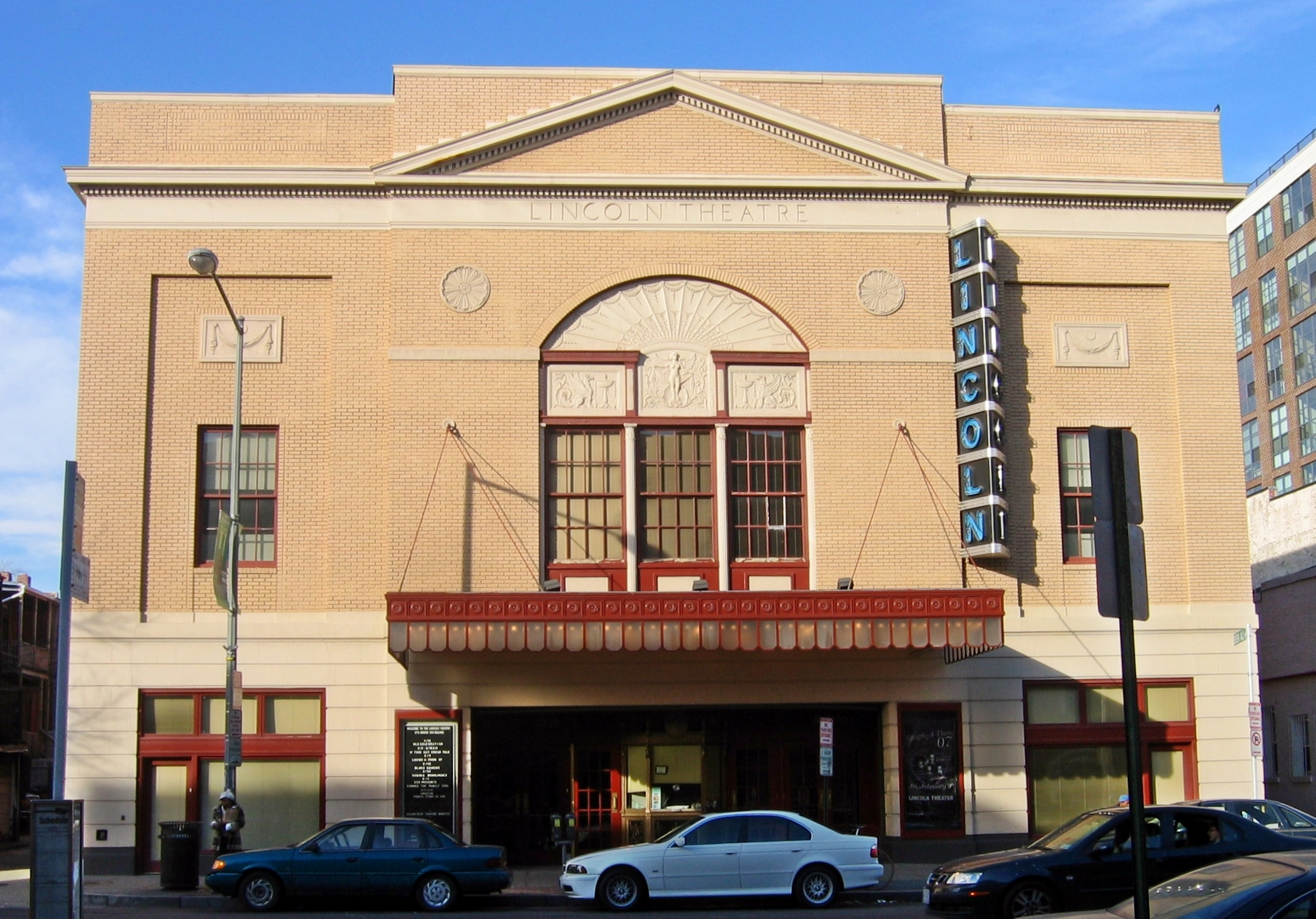
The Lincoln Theatre de Washington D. C., local principal de Reel Affirmations desde 1998.

Reel Affirmations (RA) es un festival de cine LGBT sin ánimo de lucro organizado por voluntarios que se celebra en Washington D. C. Empezó en 1991 y desde entonces se celebra cada año a mediados de octubre. Reel Affirmations es el tercer mayor festival LGBT en términos de asistencia de los Estados Unidos y el mayor festival organizado por voluntarios del mundo.

## Organización
Reel Affirmations está organizado por One In Ten, una organización LGBT sin ánimo de lucro con sede en Washington D. C. One In Ten está supervisado por un consejo de tres delegados y nueve miembros. Un director ejecutivo a sueldo de la organización supervisa el día a día de la organización. Todos los programas de One In Ten, incluido Reel Affirmations están planificados, organizados y llevados a cabo por voluntarios.
La planificación de Reel Affirmations empieza tras la clausura del festival del año anterior. Se realizan depósitos para reservar el emplazamiento y se consiguen los patrocinadores (un proceso que dura hasta agosto). La búsqueda de películas, cortos de mujeres, de hombres y documentales, empieza en febrero. La participación de las películas se asegura por contrato a partir de mayo, aunque la mayoría de los contratos no se firman hasta principios de julio. Un comité de coordinación empieza a reunirse en agosto para supervisar las relaciones con los VIPs, el alojamiento, la coordinación de voluntarios, la mercadotecnia, las relaciones públicas y otros aspectos del festival.
La mayor parte de los fondos de Reel Affirmations proviene de patrocinadores privados y la venta de entradas. El resto de fondos proviene de la administración de Washington D. C.
Reel Affirmations patrocina también un festival de dos días de duración que coincide con el Capital Pride. Este programa empezó el patrocinio de proyecciones mensuales desde 2000, pero dejó de hacerlo a partir de 2005.

## Historia

### Primeros años
Reel Affirmations fue fundado por Barry Becker, Mark Betchkal, Matthew Cibellis y Keith Clark, ciudadanos gays de Washington D. C., que deseaban fundar una organización en apoyo a las artes de temática gay. Empezaron a reunirse en 1990, y fundaron la organización de arte LGBT One In Ten. Reel Affirmations fue el primer acto que organizaron. Pidieron el consejo de Frameline, por aquel entonces el mayor festival LGBT de los Estados Unidos. El primer festival Reel Affirmations se inauguró el 11 de octubre de 1991 con ayuda administrativa y financiera de Frameline. El local de este primer certamen fue el Biograph Theater de Washington. En el festival, de 10 días de duración, se proyectaron 62 películas, cortos y documentales ante un total de 2.500 asistentes. La noche de inauguración se proyectó My Father Is Coming, y la película que clausuró el festival fue Together Alone.
En 1992 el festival creció hasta proyectar su película inaugural en el Cineplex Odeon Embassy Theatre. Armistead Maupin abrió el festival. En el RA2 se proyectaron 76 cortometrajes y largometrajes en el Biograph.
En la siguiente edición se proyectaron 24 largometrajes y 44 cortometrajes, algunos de ellos en el Goethe-Institut y The Sumner School. Como el festival no tenía problemas de financiación, Frameline dejó de proporcionar fondos y apoyo administrativo.
El festival siguió creciendo en 1994, año en el que se proyectaron 130 películas en pequeños locales (Biograph, Sumner School) y en otros mayores (como el West End 1-4 cinema). También se proyectó una película en el Hirshorn Museum—uno de los primeros actos gay celebrados en un edificio federal.
RA5 fue el cuarto mayor festival LGBT de EE. UU. en asistencia, con más de 12.000 espectadores. Aunque solo se proyectaron 102 películas ese año, algunas se proyectaron en un quinto gran local, el AMC Courthouse Theatre de Virginia). Un año más tarde abandonó dos locales menores para conseguir proyectar en el Goldman Theatre de 275 butacas en el Jewish Community Center de Washington.

### Los años del Lincoln Theatre
El crecimiento de Reel Affirmations llevó a la organización a trasladarse del Cineplex Odeon Embassy y los teatros del West End en 1998 al Lincoln Theatre, con 1200 butacas, en la calle U con la 14.ª N.W. En RA8 se proyectaron más de 140 largometrajes, cortos y documentales en los dos locales.
1999 fue un punto de inflexión para Reel Affirmations. Los varios años de declive de público femenino transcurridos llevaron a Sarah Kellogg, directora del festival, a crear un programa especial para mujeres. El acontecimiento, conocido como Women Filmmakers Brunch, destinado a realizadoras, películas sobre mujeres y la discusión de películas de temática femenina y ha seguido celebrándose desde entonces. RA9 fue también el único festival LGBT de la temporada en proyectar Boys Don't Cry. Le película se estrenó en Nueva York, se proyectó en Reel Affirmations, y después en los cines de todo el país.
En atención a su éxito continuado, la Gay and Lesbian Activists Alliance de Washington D. C., le concedió al festival su premio al Servicio Distinguido 2004 a la directora de Reel Affirmations Sarah Kellogg. En 2006, RA 16 proyectó más de 100 películas a un público total de más de 30.000 personas durante diez días.

## Premiados
Reel Affirmations tiene cuatro premios mayores al año. Cada galardón se concede por votación popular. Los cuatro son Mejor largometraje, Mejor documental, Mejor cortometraje masculino, Mejor cortometraje femenino.
Reel Affirmations también concede una beca de realización de cine Plant A Seed al final del festival. La primera vez que se concedió la beca fue en 2000. Está patrocinada por donaciones de la audiencia y una subasta silenciosa celebrada durante el año del festival, así que varía de cuantía de año en año. La beca está pensada para ayudar a un realizador a completar una obra que esté en marcha.